# Schoenoxiphium caricoides
Schoenoxiphium caricoides är en halvgräsart som beskrevs av Charles Baron Clarke. Schoenoxiphium caricoides ingår i släktet Schoenoxiphium och familjen halvgräs. Inga underarter finns listade i Catalogue of Life.